# Cvjetko Popović
Cvjetko Popović (Cirílico sérvio: Цвјетко Поповић; 1896 – 9 de junho de 1980) foi um sérvio da Bósnia envolvido no assassinato do arquiduque austríaco Franz Ferdinand em 1914.